# Back 2 Life
Back 2 Life è il terzo album in studio del cantante reggae fusion statunitense Sean Kingston, pubblicato nel 2013.

## Tracce
1. Back 2 Life (Live It Up) (feat. T.I.) – 3:23
2. Beat It (feat. Chris Brown & Wiz Khalifa) – 4:13
3. Hold That (feat. Yo Gotti) – 2:42
4. Bomba – 3:39
5. Smoke Signals – 3:12
6. Ordinary Girl – 3:26
7. Seasonal Love (feat. Wale) – 4:26
8. How We Survive (feat. Busta Rhymes) – 3:28
9. Shotta Luv (feat. 2 Chainz) – 2:55
10. Ayo (16th Floor) – 3:39
11. Save One For Me – 2:25
12. Love Ecstasy – 3:48